# Уралтау
Уралта̀у (на руски: Уралта̀у) е нископланински, основен вододелен хребет в централната част на Южен Урал, разположен в източната част на Република Башкортостан и западната част на Челябинска област в Русия.
Простира се от север на юг на протежение от 290 km. Максимална височина връх Арвякряз 1068 m. Изграден е предимно от метаморфни шисти и кварцити. От него водят началото си река Урал (влива се в Каспийско море) и десният и приток Сакмара, Белая, Ай и др. от басейна на Волга, Уй, Миас и др. от басейна на Об. Склоновете му са покрити с борово-лиственични и брезови гори.